# Delphinsommer
Delphinsommer ist ein deutscher Fernsehfilm von Jobst Oetzmann aus dem Jahr 2004. Er handelt von Nathalie Wagner, die in eine Religionsgemeinschaft hineinwächst und diese durch äußere Einflüsse in Frage stellt. Er wurde am 28. Oktober 2004 auf den Internationalen Hofer Filmtagen aufgeführt, bevor er 2005 im Fernsehen lief.

## Handlung
Als Nathalie zwei Jahre alt war, trennten sich ihre Eltern Caroline und Michael Scholl. Nachdem Caroline weitere zwei Jahre später den Juristen Gregor Wagner geheiratet hatte, ein engagiertes Mitglied der „Kirche des Herrn“, versuchte Michael, das Sorgerecht für seine Tochter zurückzubekommen, aber er scheiterte vor Gericht, und Caroline unterband von da an jeden Kontakt zwischen Vater und Tochter. Familie Wagner lebte in der Nähe von Stuttgart, wo Nathalie eine Nonnenschule besuchte. Mit sechzehn bekam Nathalie eine Halbschwester.
Sarah ist noch ein Baby, als Gregor Wagner mit seiner Frau und den Kindern als führendes Mitglied der „Kirche des Herrn“ nach Berlin zieht.
Nathalie wechselt auf ein staatliches Gymnasium. Sie nimmt nicht an der Tanzgymnastik teil und weigert sich, das Buch zu lesen, das die Klasse im Deutschunterricht durchnimmt – Crazy von Benjamin Lebert –, denn moderne Literatur ist in der „Kirche des Herrn“ verpönt. Dementsprechend geht Nathalie auch nicht mit der Klasse ins Kino, um die Verfilmung des Romans anzuschauen. Auch durch ihre altbackene Kleidung unterscheidet Nathalie sich von ihren Mitschülerinnen und Mitschülern, die sie dann auch ausgrenzen. Nur der Arztsohn Gabriel und die Türkin Yildiz versuchen, mit Nathalie in Kontakt zu kommen, werden aber immer wieder von ihr abgeblockt.
Freundschaften mit Personen, die nicht der eigenen Glaubensgemeinschaft angehören, werden in der „Kirche des Herrn“ nicht gern gesehen. Statt mit Yildiz oder Gabriel befreundet Nathalie sich mit der gleichaltrigen Sibille, die nicht mehr zur Schule geht, sondern in einer Frittenbude arbeiten muss. Sibille rebelliert gegen die Bevormundung in der „Kirche des Herrn“. Sie möchte gern Krankenschwester werden und ist entschlossen, ihre verbitterte Mutter Margot und die Kirche zu verlassen, sobald sie mündig geworden ist.
Caroline nimmt Nathalie mit zur Missionierung. Sie klingeln bei einer Frau, die gerade ihre Mutter verloren hat. Caroline lügt, sie könne den Schmerz der anderen gut verstehen, weil ihre Mutter an der gleichen Krankheit gestorben sei. Nathalie stellt ihre Mutter später entsetzt zur Rede. Caroline antwortet: „Manchmal führt der Weg zur Wahrheit am schnellsten über die Lüge.“
Als Nathalie einmal auf einer Anlagenbank sitzt, spricht ein Mann sie an. Es ist ihr Vater Michael Scholl. Nachdem er erfahren hatte, dass sie in Berlin ist, rief er alle Schulen an, bis er sie fand. Er gratuliert seiner Tochter, die an diesem Tag siebzehn Jahre alt geworden ist, zum Geburtstag und drückt ihr eine Karte mit der Adresse des von ihm betriebenen Cafés in die Hand. Dann verabschiedet er sich wieder, denn er spürt, wie verstört Nathalie auf die Begegnung reagiert. Darauf kommt Gabriel, der dadurch erfahren hat, dass sie Geburtstag hat, und schenkt ihr ein kleines Silberarmband mit zwei kleinen Delfinen daran.
Gabriel, der sich weiter um Nathalie bemüht, lernt durch sie Sibille kennen. Um Sibille zu helfen, redet er mit seinen Eltern, die für sie einen Ausbildungsplatz in einem Krankenhaus in Zürich auftun und ihr ein Zugticket besorgen. Doch Margot entdeckt das Zugticket, sperrt Sibille ein und alarmiert Gregor. Verzweifelt stürzt Sibille sich aus dem Fenster.
Schockiert über den Tod ihrer Freundin, verplappert Nathalie sich bei ihren Eltern. So erfährt Gregor, dass sie von Sibilles Plänen wusste und weder ihm noch einem anderen Mitglied der „Kirche des Herrn“ davon erzählte. Wegen Nathalies Fehlverhaltens habe er Sibille nicht rechtzeitig auf den richtigen Weg zurückbringen können. Deshalb sei Nathalie schuld an Sibilles Selbstmord, behauptet er.
Mit Gabriel zusammen sucht Nathalie ihren Vater auf. Gregor erfährt davon, schlägt seine Stieftochter und sperrt sie ein. Als sie erneut Stubenarrest bekommt, weil sie in der Schule an der Tanzgymnastik teilgenommen hat, reißt sie aus und sucht Zuflucht bei Michael, aber Gregor lässt sie von dort mit der Polizei abholen und zeigt Michael an. Wieder wird Nathalie geschlagen und eingesperrt.
Die Misshandlungen ihrer Tochter schockieren Caroline. Sie schließt Nathalies Tür auf, verabschiedet sich von ihr und lässt sich von Gregor unter dem Vorwand, Sarah sei krank, mit dem Baby in eine Klinik fahren, damit Nathalie von Michael und Gabriel abgeholt werden kann. Erst im Krankenhaus gesteht Caroline ihrem Mann, dass sie ihn getäuscht hat.

## Auszeichnungen
Birge Schade erhielt 2005 den Deutschen Fernsehpreis als Beste Schauspielerin in einer Nebenrolle, gleichzeitig auch für Hotte im Paradies (2003) und Katzenzungen (2003).